# Hectare
L'hectare (symbole : ha) est une unité de mesure de superficie valant 100 ares. Un hectare équivaut à une surface carrée de 100 mètres de côté, soit 10 000 mètres carrés.
L'hectare ne fait pas partie du Système international d'unités (SI) mais son usage est accepté avec lui.

## Étymologie
Le mot hectare est composé de hecto- (du grec ancien ἑκατόν / hekatón, « cent ») et de are, l'unité de mesure.

## Utilisation
Cette unité de mesure et ses subdivisions (are et centiare) sont essentiellement utilisées pour caractériser la superficie d’une propriété foncière. Une propriété de 3 ha ou 300 ares est une propriété de 30 000 m2.
| Aire  | Exprimée en | Exprimée en | Exprimée en | Exprimée en | Exprimée en |
| Aire  | m2          | a           | ha          | km2         |             |
| ----- | ----------- | ----------- | ----------- | ----------- | ----------- |
| 1 m2  | 1           | 0,01        | 0,000 1     | 0,000 001   |             |
| 1 a   | 100         | 1           | 0,01        | 0,000 1     |             |
| 1 ha  | 10 000      | 100         | 1           | 0,01        |             |
| 1 km2 | 1 000 000   | 10 000      | 100         | 1           |             |

| Aire       | Exprimée en   | Exprimée en | Exprimée en | Exprimée en   | Exprimée en     | Exprimée en      | Exprimée en         |
| Aire       | sq in         | sq ft       | sq yd       | sq chain      | ac              | ha               | sq mi               |
| ---------- | ------------- | ----------- | ----------- | ------------- | --------------- | ---------------- | ------------------- |
| 1 sq in    | 1             | 0,006 944   | 0,000 771 6 | 0,000 001 594 | 0,000 000 159 4 | 0,000 000 064 52 | 0,000 000 000 249 1 |
| 1 sq ft    | 144           | 1           | 0,111 1     | 0,000 229 6   | 0,000 022 96    | 0,000 009 290    | 0,000 000 035 87    |
| 1 sq yd    | 1 296         | 9           | 1           | 0,002 066     | 0,000 206 6     | 0,000 083 61     | 0,000 000 322 8     |
| 1 sq chain | 627 264       | 4 356       | 484         | 1             | 0,1             | 0,040 47         | 0,000 115 625       |
| 1 ac       | 6 272 640     | 43 560      | 4 840       | 10            | 1               | 0,404 7          | 0,001 156 25        |
| 1 ha       | 15 500 031    | 107 639     | 11 960      | 24,71         | 2,471           | 1                | 0,003 861           |
| 1 sq mi    | 4 014 489 600 | 27 878 400  | 3 097 600   | 6 400         | 640             | 259,0            | 1                   |

## Exemples

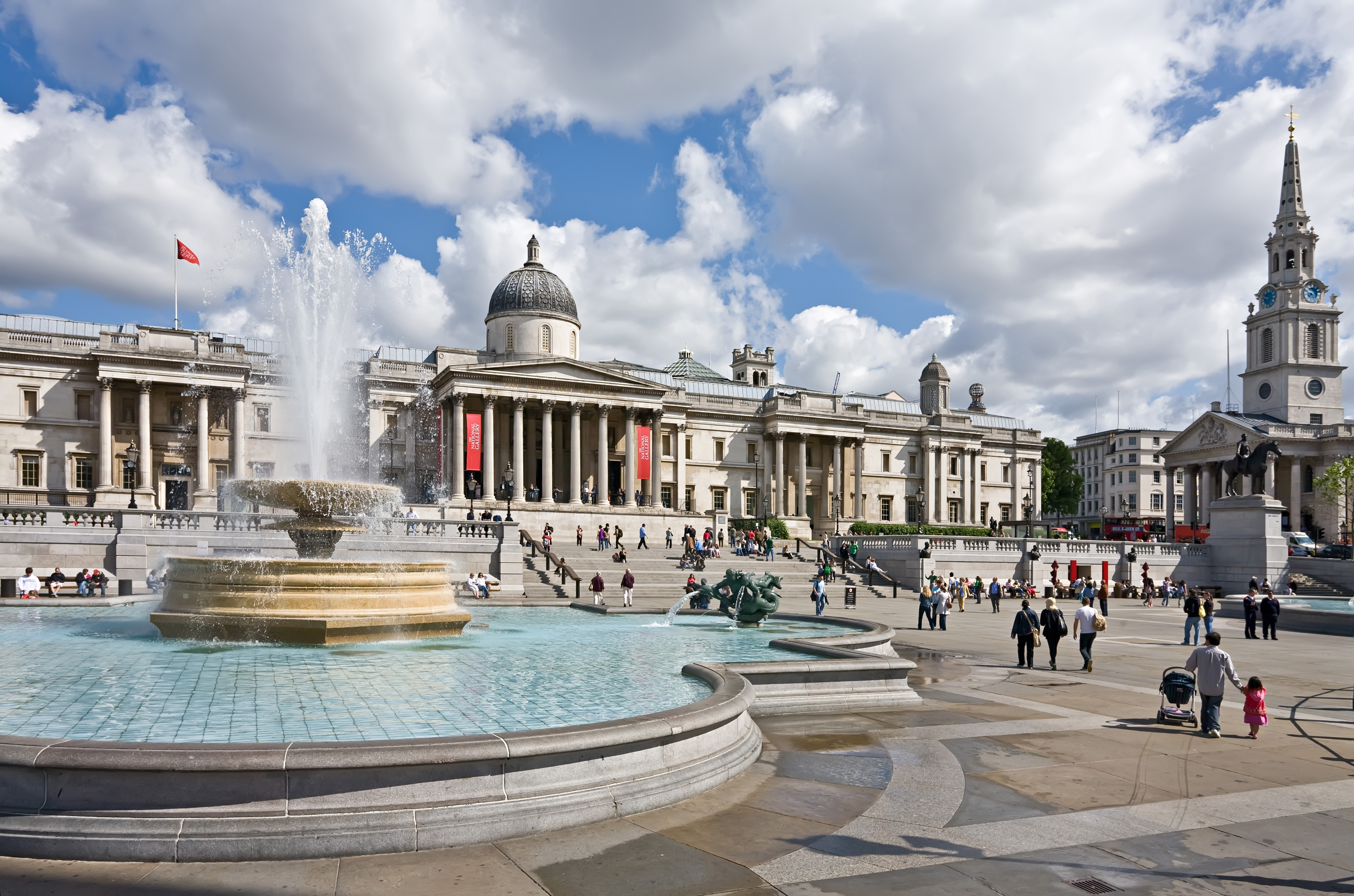
Trafalgar Square à Londres possède une superficie d’environ un hectare.

| Domaine, parc, jardin ou terrain               | Superficie approximative |
| ---------------------------------------------- | ------------------------ |
| Parc national Banff (Canada)                   | 664 000 ha               |
| Île de Montréal (Québec, Canada)               | 48 300 ha                |
| Forêt de Fontainebleau (France)                | 25 000 ha                |
| Forêt de Rambouillet (France)                  | 20 000 ha                |
| Paris (France)                                 | 10 500 ha                |
| Forêt de Compiègne (France)                    | 14 000 ha                |
| Domaine de Chantilly (France)                  | 8 000 ha                 |
| Disneyland Paris (France)                      | 2 000 ha                 |
| Bois de Vincennes (France)                     | 1 000 ha                 |
| Jardin de Versailles (France)                  | 800 ha                   |
| Parc de Saint-Cloud (France)                   | 500 ha                   |
| Central Park (États-Unis)                      | 300 ha                   |
| Domaine du Pradel d’Olivier de Serres (France) | 100 ha                   |
| Plaines d'Abraham (Canada)                     | 98 ha                    |
| Champ-de-Mars (France)                         | 20 ha                    |
| Place de la Concorde (France)                  | 7,6 ha                   |
| Place de la République (Paris) (France)        | 3,5 ha                   |
| Base de la tour Eiffel (France)                | 1,5 ha                   |
| Trafalgar Square (Royaume-Uni)                 | 1 ha                     |
| Terrain de football (FIFA)                     | 0,7 ha                   |
| Piscine olympique (FINA)                       | 0,125 ha                 |